# Pinus johndayensis
Espèce
Pinus johndayensis est une espèce éteinte de conifères de la famille des Pinaceae.